# Цикл Брайтона
Цикл Брайтона/Джоуля — термодинамический цикл, описывающий рабочие процессы газотурбинного, турбореактивного и прямоточного воздушно-реактивного двигателей внутреннего сгорания, а также газотурбинных двигателей внешнего сгорания с замкнутым контуром газообразного (однофазного) рабочего тела.
Цикл назван в честь американского инженера Джорджа Брайтона, который изобрёл поршневой двигатель внутреннего сгорания, работавший по этому циклу.
Иногда этот цикл называют также циклом Джоуля — в честь английского физика Джеймса Джоуля, установившего механический эквивалент тепла.

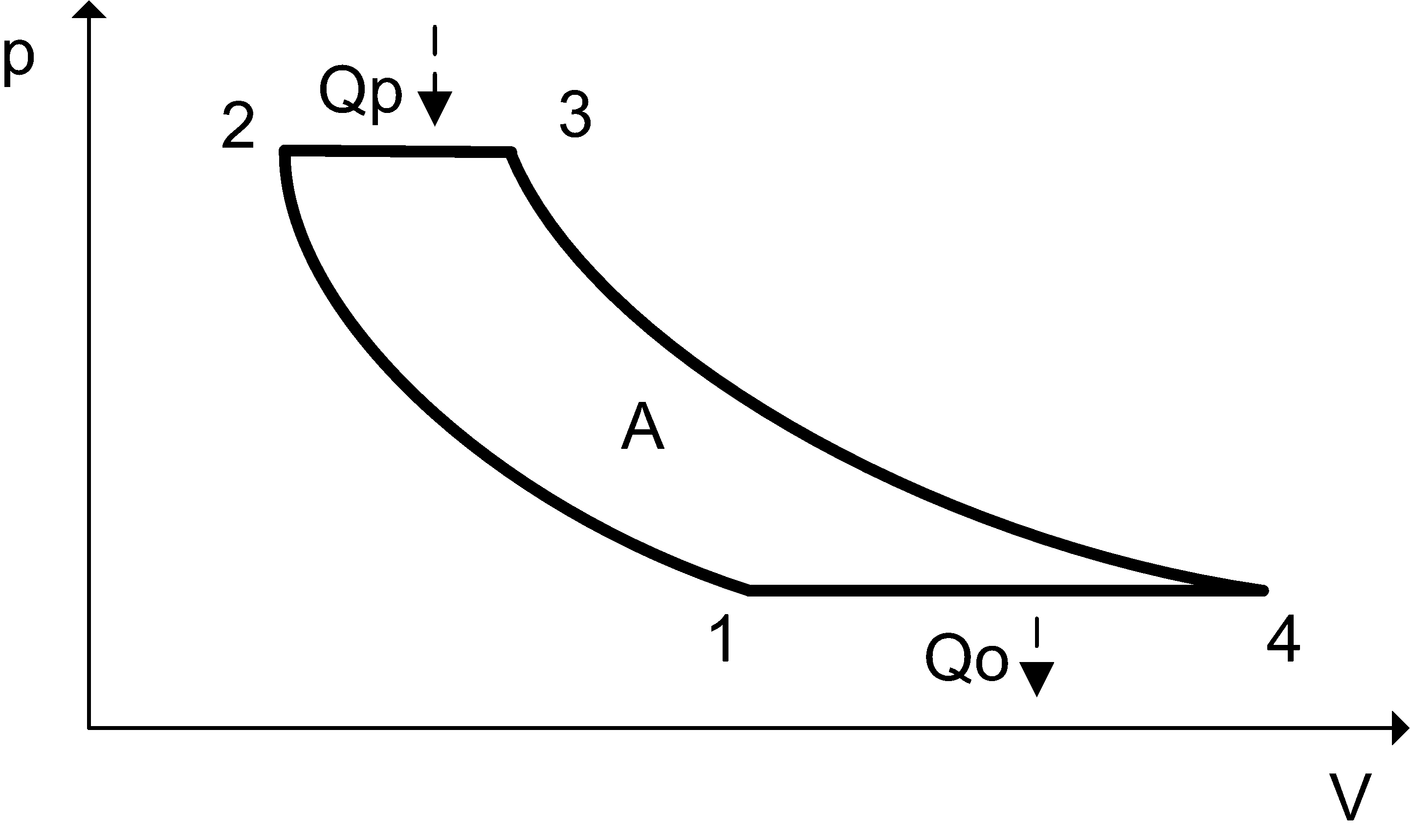
P — V диаграмма цикла Брайтона

I — S (T — S) диаграмма цикла Брайтона
Идеального (1—2—3—4—1)
Реального (1—2_{p}—3—4_{p}—1)

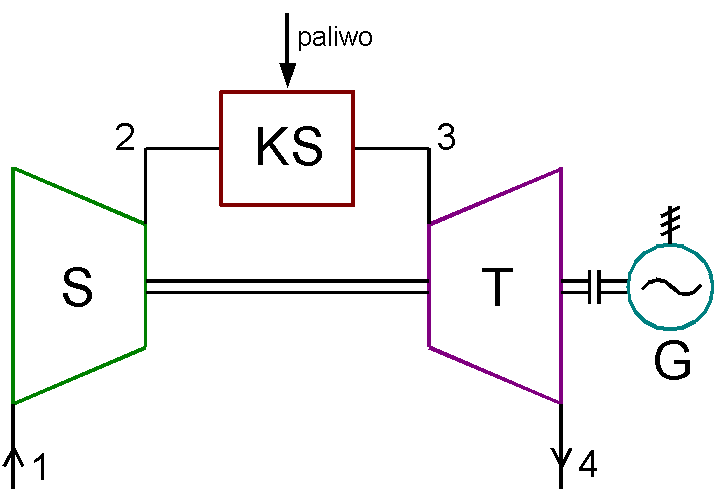
Схема газовой турбины, работающей по открытому циклу: S — компрессор; KS — камера сгорания; T — турбина; G — электрический генератор

Схема газовой турбины, работающей по закрытому циклу Брайтона: C — компрессор; T — турбина; W — нагреватель (им может быть, в том числе, и ядерный реактор), M — холодильник, ~ подключённый электрогенератор

Идеальный цикл Брайтона состоит из процессов
- 1—2 Изоэнтропическое сжатие.
- 2—3 Изобарическое расширение (подвод теплоты).
- 3—4 Изоэнтропическое расширение.
- 4—1 Изобарическое сжатие (отвод теплоты).

С учётом отличий реальных адиабатических процессов расширения и сжатия от изоэнтропических, строится реальный цикл Брайтона (1—2p—3—4p—1 на T-S диаграмме)
Термический КПД идеального цикла Брайтона принято выражать формулой: 

{\displaystyle \eta =1-{\frac {1}{\pi ^{\frac {k-1}{k}}}}}
где {\displaystyle \pi =p_{2}/p_{1}} — степень повышения давления в процессе изоэнтропийного сжатия (1—2);
{\displaystyle k} — показатель адиабаты (для воздуха равный 1,4)

## Обратный цикл Брайтона
Если обойти цикл Брайтона в обратном направлении — (1—4—3—2—1) получится цикл холодильной машины, называемый также циклом Белла Колемана.
Поскольку согласно второму началу термодинамики непосредственная теплопередача от тела с более низкой температурой к телу с более высокой невозможна, холодильный цикл Брайтона осуществим только при условии, что температура холодильника не ниже {\displaystyle T_{4}} , а температура нагревателя не выше {\displaystyle T_{2}}.
Холодильные установки с замкнутым контуром газообразного однофазного рабочего тела, работающие по обратному циклу Брайтона, применяются на практике.